# Associazione Sportiva Melfi 2011-2012
Questa pagina raccoglie le informazioni riguardanti l'Associazione Sportiva Melfi nelle competizioni ufficiali della stagione 2011-2012.

## Rosa
| N. |                    | Ruolo | Calciatore         |  |
| -- | ------------------ | ----- | ------------------ |  |
|    | Italia (bandiera)  | C     | Alessio Ambrogetti |  |
|    | Italia (bandiera)  | A     | Davide Bertocchi   |  |
|    | Italia (bandiera)  | D     | Davide Borin       |  |
|    | Italia (bandiera)  | D     | Dario Bova         |  |
|    | Italia (bandiera)  | C     | Antonio Caprioli   |  |
|    | Italia (bandiera)  | A     | Antonio Cibele     |  |
|    | Italia (bandiera)  | P     | Luigi Della Luna   |  |
|    | Albania (bandiera) | D     | Kastriot Dermaku   |  |
|    | Italia (bandiera)  | D     | Jacopo Fiorucci    |  |
|    | Italia (bandiera)  | D     | Gabriele Franchino |  |
|    | Italia (bandiera)  | C     | Mattia Gennari     |  |
|    | Italia (bandiera)  | D     | Adolfo Gerolino    |  |
|    | Italia (bandiera)  | C     | Maurizio Giunta    |  |
|    | Italia (bandiera)  | C     | Daniele Greco      |  |

| N. |                   | Ruolo | Calciatore            |
| -- | ----------------- | ----- | --------------------- |
|    | Italia (bandiera) | A     | Giancarlo Improta     |
|    | Italia (bandiera) | A     | Massimiliano Lionetti |
|    | Italia (bandiera) | D     | Andrea Moretto        |
|    | Italia (bandiera) | C     | Nicola Muratore       |
|    | Italia (bandiera) | A     | Giuseppe Pericolo     |
|    | Italia (bandiera) | C     | Giorgio Russo         |
|    | Italia (bandiera) | D     | Roberto Russo         |
|    | Italia (bandiera) | C     | Fabio Scarsella       |
|    | Italia (bandiera) | P     | Tommaso Scuffia       |
|    | Italia (bandiera) | A     | Simone Simeri         |
|    | Italia (bandiera) | A     | Stefano Spagna        |
|    | Italia (bandiera) | D     | Cristiano Spirito     |
|    | Italia (bandiera) | C     | Fabrizio Tirelli      |
|    | Italia (bandiera) | C     | Luigi Viola           |